# ㄹ
是朝鮮語諺文的一个辅音字母，被稱為，在韓國及朝鮮的字母表上的排序分別為第六及第四。
ㄹ出现在元音和元音之间时读作齿龈闪音/ɾ/，发音方式为舌尖与齿龈轻触弹起。轻音的音节中，舌尖与齿龈往往不接触，读作齿龈近音/ɹ/。
ㄹ在音节末出现、且下一音节头也是ㄹ时，读作卷舌边近音/ɭ/；而这样的双重ㄹ之后所跟的元音若是ㅣ、ㅑ、ㅕ、ㅛ、ㅠ时，读作硬颚边音/ʎ/。
朝鲜语固有词不以ㄹ开头，而汉字词在韩国如果出现在词首，视元音性质分别变为ㅇ（母音为ㅑㅕㅛㅠㅣㅒㅖ，即/i/音起头）或ㄴ（其他情况，即不是/i/音起头），但在朝鲜则保留ㄹ音。
ㄹ在馬-賴轉寫和文观部式中，初声均转写为r，终声均转写为l。
ㄹ在朝鲜语盲文中，作初声时为，作终声时为。其EUC-KR编码为A4A9，摩尔斯电码为“···-”。

## 字符编码
| 種類                | 種類         | 用途 | Unicode | HTML     |
| ------------------- | ------------ | ---- | ------- | -------- |
| 諺文相容字母        | 諺文相容字母 | ㄹ   | U+3139  | &#12581; |
| 諺文字母 應用       | 初聲         |      | U+1105  | &#4357;  |
| 諺文字母 應用       | 終聲         |      | U+11AF  | &#4527;  |
| 漢陽私人 使用區應用 | 初聲         |      | U+F798  | &#63384; |
| 漢陽私人 使用區應用 | 終聲         |      | U+F88B  | &#63627; |
| 半形字母            | 半形字母     | ﾩ    | U+FFA9  | &#65449; |